# Rosa Amarela (sociedade)
A sociedade Rosa Amarela (sueco: Gula Rosen) foi uma loja de adoção maçónica sueca, ativa dentro da maçonaria de 1802 a 1803. Fundada por Carlos Adolfo Boheman a pedido do casal real, o duque Carlos e a duquesa Carlota da Sudermânia, admitia membros de ambos os sexos. Encerrada pelo rei Gustavo IV Adolfo da Suécia devido ao Caso Boheman, a sociedade provocou um conflito entre o monarca e os seus tios.